# A Puskás Akadémia FC 2017–2018-as szezonja
Ez a szócikk a Puskás Akadémia FC 2017–2018-as szezonjáról szól, mely összességében a negyedik idénye a csapatnak a magyar első osztályban. A klub fennállásának ekkor volt a 12. évfordulója. A szezon 2017. július 16-án kezdődött, és 2018. május 19-én ér majd véget.

## Szakmai stáb
| Vezetőedző    | Pályaedző     | Kapusedző  | Erőnléti edző | Technikai vezető | Csapatorvos       | Fizioterapeuta   | Masszőr     | Masszőr     | Szertáros       |
| Pintér Attila | Farkas József | Vezér Ádám | Szabó Ottó    | Pető Zoltán      | Dr. Kovács Zoltán | Feszthammer Réka | Hajnal Imre | Kiss István | Héring Erzsébet |

## Statisztikák
Utolsó elszámolt mérkőzés: 2018. június 2.

### Kiírások
| Kiírás        | Statisztikák | Statisztikák | Statisztikák | Statisztikák | Statisztikák | Statisztikák | Statisztikák | Kezdő forduló/ helyezés  | Végső forduló/ helyezés | Mérkőzések dátumai | Mérkőzések dátumai | Mérkőzések dátumai |
| Kiírás        | M            | GY           | D            | V            | LG–KG        | GK           | GÁ           | Kezdő forduló/ helyezés  | Végső forduló/ helyezés | Első               | Utolsó             | Következő          |
| ------------- | ------------ | ------------ | ------------ | ------------ | ------------ | ------------ | ------------ | ------------------------ | ----------------------- | ------------------ | ------------------ | ------------------ |
| OTP Bank Liga | 33           | 11           | 10           | 12           | 41–46        | 0–5          | 1,24         | 8.                       | 6.                      | 2017. 07. 16.      | 2018. 06. 02.      | —                  |
| Magyar kupa   | 10           | 06           | 01           | 03           | 21–07        | +14          | 2,10         | 6. forduló (legjobb 128) | Döntő (12. forduló)     | 2017. 09. 20.      | 2018. 05. 23.      | —                  |
| Összesen      | 43           | 17           | 11           | 15           | 62–53        | 0+9          | 1,44         |                          |                         |                    |                    |                    |

### Összesített statisztika
A felkészülési mérkőzéseket nem vettük figyelembe.
| Lejátszott mérkőzés  | 43 (33 OTP Bank Liga, 10 Magyar kupa)  |
| Győzelem             | 17 (11 OTP Bank Liga, 6 Magyar kupa)   |
| Döntetlen            | 11 (10 OTP Bank Liga, 1 Magyar kupa)   |
| Vereség              | 15 (12 OTP Bank Liga, 3 Magyar kupa)   |
| Szerzett gól         | 62 (41 OTP Bank Liga, 21 Magyar kupa)  |
| Kapott gól           | 53 (46 OTP Bank Liga, 7 Magyar kupa)   |
| Gólkülönbség         | +9                                     |
| Pont (OTP Bank Liga) | 43 pont a megszerezhető 99-ből (43,4%) |

## OTP Bank Liga
Győzelem
      Döntetlen
      Vereség
| 1. ford. |

| Ferencváros | 1 – 1 | Puskás Ak. |
| ----------- | ----- | ---------- |
|             |       |            |

| Részletek |

| 2. ford. |

| Puskás Ak. | 1 – 3 | Videoton |
| ---------- | ----- | -------- |
|            |       |          |

| Részletek |

| 3. ford. |

| Vasas | 2 – 0 | Puskás Ak. |
| ----- | ----- | ---------- |
|       |       |            |

| Részletek |

| 4. ford. |

| Puskás Ak. | 0 – 2 | Honvéd |
| ---------- | ----- | ------ |
|            |       |        |

| Részletek |

| 5. ford. |

| Diósgyőr | 2 – 2 | Puskás Ak. |
| -------- | ----- | ---------- |
|          |       |            |

| Részletek |

| 6. ford. |

| Puskás Ak. | 2 – 1 | Balmazújv. |
| ---------- | ----- | ---------- |
|            |       |            |

| Részletek |

| 7. ford. |

| Haladás | 1 – 5 | Puskás Ak. |
| ------- | ----- | ---------- |
|         |       |            |

| Részletek |

| 8. ford. |

| Újpest | 1 – 3 | Puskás Ak. |
| ------ | ----- | ---------- |
|        |       |            |

| Részletek |

| 9. ford. |

| Puskás Ak. | 1 – 0 | Mezőkövesd |
| ---------- | ----- | ---------- |
|            |       |            |

| Részletek |

| 10. ford. |

| Debrecen | 3 – 0 | Puskás Ak. |
| -------- | ----- | ---------- |
|          |       |            |

| Részletek |

| 11. ford. |

| Puskás Ak. | 1 – 2 | Paks |
| ---------- | ----- | ---- |
|            |       |      |

| Részletek |

| 12. ford. |

| Puskás Ak. | 1 – 1 | Ferencváros |
| ---------- | ----- | ----------- |
|            |       |             |

| Részletek |

| 13. ford. |

| Videoton | 2 – 0 | Puskás Ak. |
| -------- | ----- | ---------- |
|          |       |            |

| Részletek |

| 14. ford. |

| Puskás Ak. | 0 – 0 | Vasas |
| ---------- | ----- | ----- |
|            |       |       |

| Részletek |

| 15. ford. |

| Honvéd | 4 – 3 | Puskás Ak. |
| ------ | ----- | ---------- |
|        |       |            |

| Részletek |

| 16. ford. |

| Puskás Ak. | 1 – 0 | Diósgyőr |
| ---------- | ----- | -------- |
|            |       |          |

| Részletek |

| 17. ford. |

| Balmazújv. | 2 – 2 | Puskás Ak. |
| ---------- | ----- | ---------- |
|            |       |            |

| Részletek |

| 18. ford. |

| Puskás Ak. | 1 – 3 | Haladás |
| ---------- | ----- | ------- |
|            |       |         |

| Részletek |

| 19. ford. |

| Puskás Ak. | 2 – 1 | Újpest |
| ---------- | ----- | ------ |
|            |       |        |

| Részletek |

| 20. ford. |

| Mezőkövesd | 0 – 0 | Puskás Ak. |
| ---------- | ----- | ---------- |
|            |       |            |

| Részletek |

| 21. ford. |

| Puskás Ak. | 0 – 0 | Debrecen |
| ---------- | ----- | -------- |
|            |       |          |

| Részletek |

| 22. ford. |

| Paks | 3 – 1 | Puskás Ak. |
| ---- | ----- | ---------- |
|      |       |            |

| Részletek |

| 23. ford. |

| Ferencváros | 3 – 1 | Puskás Ak. |
| ----------- | ----- | ---------- |
|             |       |            |

| Részletek |

| 24. ford. |

| Puskás Ak. | 0 – 0 | Videoton |
| ---------- | ----- | -------- |
|            |       |          |

| Részletek |

| 25. ford. |

| Vasas | 1 – 2 | Puskás Ak. |
| ----- | ----- | ---------- |
|       |       |            |

| Részletek |

| 26. ford. |

| Puskás Ak. | 1 – 1 | Honvéd |
| ---------- | ----- | ------ |
|            |       |        |

| Részletek |

| 27. ford. |

| Diósgyőr | 0 – 1 | Puskás Ak. |
| -------- | ----- | ---------- |
|          |       |            |

| Részletek |

| 28. ford. |

| Puskás Ak. | 3 – 1 | Balmazújv. |
| ---------- | ----- | ---------- |
|            |       |            |

| Részletek |

| 29. ford. |

| Haladás | 3 – 2 | Puskás Ak. |
| ------- | ----- | ---------- |
|         |       |            |

| Részletek |

| 30. ford. |

| Újpest | 0 – 1 | Puskás Ak. |
| ------ | ----- | ---------- |
|        |       |            |

| Részletek |

| 31. ford. |

| Puskás Ak. | 1 – 2 | Mezőkövesd |
| ---------- | ----- | ---------- |
|            |       |            |

| Részletek |

| 23. ford. |

| Debrecen | 1 – 1 | Puskás Ak. |
| -------- | ----- | ---------- |
|          |       |            |

| Részletek |

| 33. ford. |

| Puskás Ak. | 1 – 0 | Paks |
| ---------- | ----- | ---- |
|            |       |      |

| Részletek |

### Első kör
| 1. forduló 2017. július 16., vasárnap 17:00 (tv: M4 Sport) |

| Ferencváros                                  | 1 – 1               | Puskás Akadémia                                           |
| -------------------------------------------- | ------------------- | --------------------------------------------------------- |
| Varga (1–1) 41' Batik 14' Pedro 45' Koch 54' | (1 – 1) Jegyzőkönyv | 24' (0–1) 24' Szakály P. 8' Vanczák 45' Márkvárt 50' Poór |

| Groupama Aréna, Budapest Nézőszám: 6 087 Játékvezető: Andó-Szabó Sándor (magyar) Asszisztensek: Albert István és Szert Balázs |

- Puskás Akadémia: Danilovics — Spandler, Heris, Vanczák, Poór — Mevoungou — Szakály P. (Bačelić-Grgić  44'), Balogh, Márkvárt, Prosser (Molnár  68') — Radó (Diallo  54') Fel nem használt cserék: Hegedűs (kapus), Csilus, Polonkai, Zsidai. Vezetőedző: Pintér Attila

Ez nem volt egy jó meccs, lehetett látni, hogy a csütörtöki mérkőzést követően valamelyest fáradt volt a csapat. Sok rossz döntést hoztak a játékosok, ennek az lehetett az oka, hogy fejben fáradtak voltak. A fiúk akartak, ez lehetett látni a mérkőzés előtt, de a félidőben is. Kevés volt az átütő erő bennünk, volt olyan játékos, akinek többet kellett volna mutatnia. Ez nem egy előnyös helyzet, amikor egy ilyen csütörtöki mérkőzést követően hátrányba kerülünk… A második félidőben igyekeztek a játékosok, de az utolsó harmadban ez kevés volt. Ezt követően arra is kellett figyelni a találkozó utolsó negyedórájában, hogy tíz emberrel ne veszítsük el ezt a találkozót. Arra kell ügyelnünk, hogy megint friss legyen a csapat. Egy picit lehet, hogy megtörte a fiúkat a csütörtöki, kétgólos előnyből elveszített meccs, lehet, hogy nem mindenki tudta ezt feldolgozni. Ezt a két pontot már nem tudjuk visszahozni, de mindent megteszünk a jövőben, hogy sikeresek legyünk.
| 2. forduló 2017. július 23., vasárnap 18:00 |

| Puskás Akadémia                          | 1 – 3               | Videoton                                                                                   |
| ---------------------------------------- | ------------------- | ------------------------------------------------------------------------------------------ |
| Diallo (1–0) 2' Spandler 16' Vanczák 59' | (1 – 2) Jegyzőkönyv | 14' (1–1) Fejes 27' (1–2) Lazovics 60' (1–3) Scsepovics 31' Hadžić 51' Juhász 75' Lazovics |

| Pancho Aréna, Felcsút Nézőszám: 1 983 Játékvezető: Farkas Ádám (magyar) Asszisztensek: Berettyán Péter és Georgiou Theodoros |

- Puskás Akadémia: Danilovics — Poór, Heris, Vanczák, Spandler — Mevoungou — Radó (Knežević  65'), Márkvárt, Balogh, Molnár (Szécsi  64') — Diallo (Bačelić-Grgić  73') Fel nem használt cserék: Hegedűs (kapus), Madarász, Nagy. Vezetőedző: Pintér Attila
- Videoton: Kovács — Stopira, Juhász, Fejes, Nego — Szuljics (Szolnoki  90+1'), Pátkai, Varga, Hadžić — Scsepovics (Géresi  86'), Lazovics (Szabó  83') Fel nem használt cserék: Horváth (kapus), Barczi, Maric, Mocsi. Vezetőedző: Marko Nikolics

Gratulálok a Vidinek, nem csak a mai győzelemhez, hanem ahhoz is, hogy Európában egyedüli magyar csapatként talpon van, sok sikert kívánok nekik a Bordeaux ellen. Jól kezdtük a találkozót, amit elterveztünk sokáig működött, de gyerekes hibákat vétettünk. Meg volt beszélve, hogy mit kell tenni, pontrúgásnál, bedobásnál ki voltak osztva az emberek, de hibáztunk. 2-1-nél nem volt benne szerintem a mérkőzésben, hogy a vendégek megszerzik a harmadik góljukat, nekünk voltak lehetőségeink, de a futball egy érdekes játék, majd mindenki eldönti, hogy a harmadik gól, hogyan esett. Mentünk tovább, küzdöttünk, Diallo fejesénél hatalmasat védett Kovácsik, de ez is mutatta, hogy mentünk előre, nem lehet számon kérni a játékosaimat az akarattal kapcsolatban.
Furcsa volt vendégként pályára lépni a Pancho Arénában, köszönjük a Puskás Akadémiának a vendéglátást. Részünkről balszerencsés góllal kezdődött a találkozó, de a játékosok fejben rendben voltak és sikerült gyorsan egyenlítenünk, majd megszereznünk a második találatot is. Ismét eredményesek voltunk pontrúgásból is, ezt sokat gyakoroljuk, persze van még hova fejlődni ebben is, de örülök, hogy jönnek rögzített szituációk után is a gólok. Úgy éreztem, hogy végig irányítottuk a mérkőzést, voltak még nagy helyzeteink, de Danilovics remekül védett ma, gratulálok a játékosoknak a három ponthoz. Jár a gratuláció a hazaiaknak is, ők is mindent megtettek ma a pályán, nem utolsósorban pedig köszönöm szurkolóinknak, hogy most is végig ott voltak a csapat mögött, és remek hangulatot teremtettek a stadionban.
| 3. forduló 2017. július 30., vasárnap 18:00 |

| Vasas                                            | 2 – 0               | Puskás Akadémia |
| ------------------------------------------------ | ------------------- | --------------- |
| Burmeister (1–0) 41' Kulcsár (2–0) 74' Vaskó 59' | (1 – 0) Jegyzőkönyv |                 |

| Szusza Ferenc Stadion, Budapest Nézőszám: 1 500 Játékvezető: Erdős József (magyar) Asszisztensek: Király Krisztián és Huszár Balázs |

- Puskás Akadémia: Hegedüs L. – Horvat, Poór, Heris, Spandler, Nagy (Szécsi  szünetben) – Knežević, Mevongou, Balogh (Polonkai  63') – Molnár G., Diallo (Radó  60') Fel nem használt cserék: Danilovics (kapus), Mákvárt, Bačelić-Grgić, Hegedűs J. Vezetőedző: Pintér Attila

| 4. forduló 2017. augusztus 5., szombat 20:30 (tv: M4 Sport) |

| Puskás Akadémia        | 0 – 2               | Budapest Honvéd                                          |
| ---------------------- | ------------------- | -------------------------------------------------------- |
| Márkvárt 34' Heris 68' | (0 – 1) Jegyzőkönyv | 45' (0–1) Lanzafame 59' (0–2) Eppel 21' Bobál 35' Lovrić |

| Pancho Aréna, Felcsút Nézőszám: 1 786 Játékvezető: Bognár Tamás (magyar) Asszisztensek: Albert István és SzertBalázs |

Érdekes játék a labdarúgás. Nem róhatok fel semmit a csapatom számára, mert mindent elkövettünk és sokkal jobban futballoztunk, mint a Honvéd. Egyedül a gól hiányzik. A 28. perc környékén Diallo a kapu felé tudta volna vinni a labdát, hátulról történt egy szabálytalanság, ez sárga lapot érdemelt volna, de ez nem történt meg. Ez már második sárga lap lett volna és kiállítás. A Honvéd egy nagyon erős, nagyon jó játékosokból álló csapat. Nem mindegy, hogy 0-0-nál mi emberelőnyben lettünk volna, sokkal könnyebb lett volna nekünk és ezt a csapatom meg is érdemelte volna. Hiszen megtette addig azt, amit meg kellett. Ha valaki vét, azt meg kell büntetni. De az is hozzátartozik, hogy amíg ilyen óvodás gólokat kapunk, addig nem tudunk meccset nyerni. Mi pedig az adódó lehetőségeinkkel nem tudunk élni, ilyen szériában vagyunk. Most kell még nagyobb hit a játékosoknak.
| 5. forduló 2017. augusztus 5., vasárnap 18:00 |

| Diósgyőr                                            | 2 – 2               | Puskás Akadémia                                            |
| --------------------------------------------------- | ------------------- | ---------------------------------------------------------- |
| Makrai (1–1) 10' Vela (2–2) 89' Busai 55' Karan 65' | (1 – 1) Jegyzőkönyv | 4' (0–1) Heris 75' (1–2) Prosser 13' Spandler 80' Márkvárt |

| Nagyerdei stadion, Debrecen Nézőszám: 2 514 Játékvezető: Iványi Zoltán (magyar) Asszisztensek: Buzás Balázs és Medovarszki János |

| 6. forduló 2017. augusztus 19., szombat 18:00 |

| Puskás Akadémia                                                                  | 2 – 1               | Balmaz Kamilla Gyógyfürdő                               |
| -------------------------------------------------------------------------------- | ------------------- | ------------------------------------------------------- |
| Molnár (1–0) 9' Knežević 80' (2–0) 45+1' Diallo 38' Hegedűs J. 63' Mevoungou 67' | (2 – 0) Jegyzőkönyv | 64' (11-esből) (2–1) 38' Arabuli 52' Sigér 90+3' Kovács |

| Pancho Aréna, Felcsút Nézőszám: 814 Játékvezető: Solymosi Péter (magyar) Asszisztensek: Király Krisztián és Huszár Balázs |

- Puskás Akadémia: Hegedűs — Osváth, Heris, Hegedűs J., Balogh — Márkvárt, Mevoungou — Molnár (Szécsi  74'), Knežević, Szakály P. (Sallai  64') — Diallo (Vanczák  85') Fel nem használt cserék: Danilovics (kapus), Zsidai, Spandler, Bačelić-Grgić. Vezetőedző: Pintér Attila
- Balmazújváros: Horváth — Habovda, Tamás, Rus, Uzoma — Vajda, Sigér  (Maiszuradze  82'), Haris, Andrics (Rácz  68') — Arabuli, Zsiga (Kovács  69') Fel nem használt cserék: Szécsi (kapus), Póti, Virág, Belényesi. Vezetőedző: Horváth Ferenc

A Puskás Akadémia kezdte jobban a mérkőzést, és hamar vezetést szerzett. A kapott gól hatására aktívabb lett a Balmazújváros is, de Hegedűs bravúrja megakadályozta az egyenlítést. A szünet előtt egy hatalmas védelmi- és kapushiba révén mégis a felcsútiak növelték előnyüket. Az egész mérkőzésen jól futballozó Knezevic a gólja után a kapufát találta el a második játékrész kezdetén, míg a Balmazújvárost érezhetően megfogta a második hazai gól. Ennek ellenére a hajdúságiak büntetőből szépítettek, a hátralévő időben viszont nem tudták átjátszani a hazaiak védelmét, így Pintér Attila együttese biztosan őrizte meg minimális előnyét a lefújásig, ezzel megszerezte idénybeli első győzelmét.
Az első félidőben uraltuk a játékot, meg tudtuk szerezni a vezetést. A második félidőben a túlzott nyerési vágytól kissé görcsössé váltunk. Az előző mérkőzéseken összességében sokkal jobban játszottunk, három találkozón is megszereztük a vezetést, de akkor nem tudtuk növelni az előnyt, és nem sikerült győznünk. Most a vezetés után rúgtunk még egyet, majd kettő-nulla után kaptunk egy elkerülhető gólt, de a nagy nyerni akarás meghozta, hogy három ponttal gazdagabbak vagyunk, és fel tudunk zárkózni. Nagy tétje volt ennek a mérkőzésnek, mindenképpen nyernünk kellett, hogy ragadni tudjunk a többiekre. Gratulálok a csapatomnak!
Két tanulságot mondanék. Az első, hogy ahol majális van, oda nem kell ajándékot vinni. A másik, amire rájöttem, hogy a sírás olyan, mint az ima: ha sokáig célzod a megfelelő embernek, akkor meghallgatásra talál. Igen, a bírói hibákra gondolok. Például az első gólra, ami lélektanilag mindig nagyon fontos. Ott lerántották az egyik játékosomat, nem olyan bonyolult ez… Nem fociról beszéltünk a szünetben, az biztos. Amíg ilyen gólokat kapunk, addig nehéz lesz pontot szerezni.
| 7. forduló 2017. augusztus 26., szombat 18:00 |

| Swietelsky Haladás                                         | 1 – 5               | Puskás Akadémia |
| ---------------------------------------------------------- | ------------------- | --- |
| Kovács (1–0) 16', 54' Németh M. 9' Mészáros 33' Király 58' | (1 – 1) Jegyzőkönyv | 39' (1–1)Molnár 53' (11-esből) (1–2) • 66' (1–3)Knežević 81' (1–4) • 90' (1–5) Diallo, 62' 11' Márkvárt 34' Balogh 44' Szakály 65' Osváth |

| Káposztás utcai Stadion, Sopron Játékvezető: Farkas Ádám (magyar) Asszisztensek: Berettyán Péter és Vígh-Tarsonyi Gergő |

| 8. forduló 2017. szeptember 9., szombat 20:30 |

| Újpest                        | 1 – 3               | Puskás Akadémia                                                           |
| ----------------------------- | ------------------- | ------------------------------------------------------------------------- |
| Novothny (1–3) 72' Zsótér 61' | (0 – 1) Jegyzőkönyv | 22' (0–1) Diallo 49' (11-esből) (0–2) • 53' (0–3) 87' Knežević 29' Osváth |

| Szusza Ferenc Stadion, Budapest Játékvezető: Andó-Szabó Sándor (magyar) Asszisztensek: Albert István és Buzás Balázs |

- Puskás Akadémia: Hegedüs L. — Osváth, Heris, Vanczák, Balogh — Bačelić-Grgić (Márkvárt  szünetben), Mevoungou — Molnár (Prosser  62'), Knežević, Szakály P. (Latifi  83') — Diallo Fel nem használt cserék: Danilovics (kapus), Spandler, Hegedűs, Perošević. Vezetőedző: Pintér Attila
- Újpest: Pajovics — Bojovics, Litauszki , Mohl — Pauljevics, Nagy D., Windecker, Salétros — Zsótér (Simon  62'), Tischler (Selmani  72'), Nwobodo (Novothny  62') Fel nem használt cserék: Banai (kapus), Kálnoki Kis, Angelov, Szankovics. Vezetőedző: Nebojsa Vignjevics

A mérkőzés első valamirevaló helyzetéből előnyt szerzett a Puskás Akadémia: egy bal oldali beadást követően Diallo fejelte a labdát a kapuba; (0–1). A gól után átvette az irányítást az Újpest, de a vendégek védelme biztosan állt a lábán. A fordulás után közvetlenül a szünetben beállt Márkvárt 11-est harcolt ki, amelyet Knežević értékesített magabiztosan, így megduplázta előnyét az újonc csapat; (0–2). Néhány perccel később egy gyors indítást követően Knezevic akcióból is betalált, így nagyon nehéz helyzetbe kerültek a hazaiak; (0–3). Az Újpest a hátralévő időben mindent egy lapra feltéve támadott, kapufát is elért, majd a hajrához közeledve szépítenie is sikerült, de ez már csak az eredmény kozmetikázására volt elég; (1–3). A Puskás Akadémia sorozatban harmadik győzelmét aratta.
Mérkőzés utáni nyilatkozatok:
Nem futballoztunk jól, sőt az első kapott gól után kissé megrogytunk. S ahogy kezdtük a másodikat… Teljesen feleslegesen adtunk lehetőséget a vendégeknek, a tizenegyest be is lőtték a felcsútiak. Még Novothny Soma gólja után visszajött a remény, de nem volt átütőerő a csapatunkban, most erre futotta tőlünk – fogalmazott a szakember, aki arra a kérdésre is reagált, hogyan éli meg, hogy a szurkolók a távozását követelték a stadionon kívül. – Hallottam a szurkolókat… Mit mondjak? Nem esett jól, de valahol megértem őket, hiszen vereséget szenvedtünk, és ilyenkor mindig szomorúbbak a drukkerek. Ettől függetlenül azt mondom, le a kalappal a fanatikusok előtt, hiszen a zárt kapu ellenére buzdítottak minket. Szörnyű üres lelátók előtt játszani. Nem tudunk mit tenni, előre kell tekintenünk, kétszer idegenben lépünk fel, a Haladás és a Mezőkövesd ellen igyekszünk javítani.
Amikor nem nyertünk, akkor is megvoltak a lehetőségeink. Mindig is a munkában hittem, tisztában voltam azzal, hogy előbb vagy utóbb jönnek az eredmények is. Az Újpest ellen jól játszottunk, és megérdemelten nyertünk. Egyelőre szeretnénk élvezni a sikert, csak ezután foglalkozunk a következő bajnokival – fogalmazott a szakvezető, aki arra is reagált, hogy hárman is el akarták végezni a csapata javára megítélt büntetőt, a tizenegyest végül értékesítő Josip Knezevic mellett Balogh Balázs és Ulysse Diallo is. – A támadónk legutóbb a Haladás ellen már értékesített egyet, s most is magabiztosan lőtt a kapuba. Edzőként remek megélni, hogy ennyi játékosunk duzzad az önbizalomtól, és vállalkozik a tizenegyes elvégzésére.
Új poszton, hátvédként szerepeltem, örülök, hogy meg tudtam oldani a rám bízott feladatokat, még gólpasszt is adtam. Furcsa volt visszatérni Újpestre, hiszen éveket töltöttem el itt. A győzelmünk megérdemelt, jól játszott a csapatunk.
- Pintér Attila együttese sorozatban harmadik bajnoki meccsét nyerte meg az OTP Bank Ligában. A Puskás Akadémia legutóbb 2014 decemberében produkált hasonló szériát az élvonalban.
- 2015 áprilisa óta először nyert a felcsúti gárda két egymást követő idegenbeli mérkőzésen az OTP Bank Ligában.
- A Puskás Akadémia tíz gólt szerzett a legutóbbi három fordulóban, ilyenre még nem volt példa a klub élvonalbeli történetében.
- Josip Knežević hét bajnoki mérkőzésen öt gólt szerzett eddig. Ő áll a legjobban a góllövőlistán azok közül, akik tavasszal nem szerepeltek az OTP Bank Ligában.
- Ulysse Diallo két meccsen három gólt szerzett az élvonalban. Hasonlóan sikeres 180 perce legutóbb még a Mezőkövesd játékosaként volt, tavaly októberben.
- Az ismét zártkapus mérkőzést játszó Újpest 2014 májusa óta először szenvedett úgy vereséget három gólt kapva pályaválasztóként, hogy nem a Videoton az ellenfele. (A fehérváriak azóta háromszor is nyertek legalább három gólt szerezve idegenben a lila-fehérek ellen.)
- Nebojsa Vignjevics csapata a 2017–2018-as bajnoki idényben először kapott ki pályaválasztóként.[8]

| 9. forduló 2017. szeptember 16., szombat 18:00 |

| Puskás Akadémia                          | 1 – 0               | Mezőkövesd Zsóry FC                                           |
| ---------------------------------------- | ------------------- | ------------------------------------------------------------- |
| Diallo (1–0) 57' Prosser 52' Patrick 83' | (0 – 0) Jegyzőkönyv | 14' Hudák 49' Veszelinovics 65' Szeles 82' Baracskai 87' Tóth |

| Pancho Aréna, Felcsút Nézőszám: 811 Játékvezető: Iványi Zoltán (magyar) Asszisztensek: Albert István és Huszár Balázs |

- Puskás Akadémia: Hegedüs L. — Osváth, Heris, Vanczák, Balogh — Márkvárt (Zsidai  88'), Mevoungou — Molnár (Prosser  szünetben), Knežević, Szakály P. (Latifi  54') — Diallo Fel nem használt cserék: Danilovics (kapus), Spandler, Bačelić-Grgić, Perošević. Vezetőedző: Pintér Attila
- Mezőkövesd: Tujvel — Lázár (Baracskai  74'), Hudák, Szeles, Fótyik — Mlinar (Majtán  82'), Tóth — Farkas, Střeštík (Koszta  62'), Cseri — Veszelinovics Fel nem használt cserék: Krnáč (kapus), Brašeň, Vadnai, Szalai. Vezetőedző: Radványi Miklós

A mérkőzés első félideje kiegyenlített erők küzdelmét hozta, a kapuk azonban nem forogtak veszélyben. Fordulást követően nagyobb sebességre kapcsolt a Puskás Akadémia és Diallo találatával megszerezte a vezetést; (1–0). A hátrányba került Mezőkövesd ezután sokat tett az egyenlítésért: Baracskainak ez az utolsó pillanatban össze is jöhetett volna, de közelről a kapu fölé lőtt.
- Pintér Attila csapata sorozatban a negyedik győzelmét aratta az élvonalban. Ez klubrekord-beállítás, 2014. szeptember 20. és október 18. között értek el az elődök hasonló szériát.
- 2016. február 13., a Diósgyőr elleni 1–0 óta először nyert meg a Puskás Akadémia élvonalbeli bajnoki találkozót kapott gól nélkül.
- 2014. november 29. óta a felcsútiak először nyertek meg két egymást követő hazai bajnoki mérkőzést az OTP Bank Ligában.
- Ulysse Diallo az ötödik gólját szerezte a bajnoki idényben, a legutóbbi három mérkőzésén négy gólt szerzett. Ez is klubrekord-beállítás, korábban mindössze egyszer, 2015 őszén állt a kilencedik forduló után öt góllal Puskás Akadémia-játékos. Akkor Pekár László.
- Pintér Attila tavaly a kilencedik forduló után tíz ponttal állt a Mezőkövesddel. Most a Puskás Akadémiával 14 pontot gyűjtött.
- A Mezőkövesd mindössze két pontot szerzett a legutóbbi öt bajnoki találkozóján.
- Radványi Miklós csapata mindössze a második idegenbeli bajnokiján maradt szerzett gól nélkül az idényben.[9]

Mind a két csapat megnyerte a legutóbbi négy bajnoki mérkőzését, ezért, ha úgy tetszik, a legjobb formában lévő két gárda csap össze. Hasonló utat jártak be eddig: gyenge kezdés után a nagy sorozattal felküzdötték magukat a tabella első felébe. A DVSC pályaválasztóként ugyan a hajrában kapott gól miatt vereséggel kezdett a Mezőkövesd ellen, majd döntetlenre végzett a Ferencváros ellen, de a legutóbbi két hazai meccsén győzött a Vasas és a Diósgyőr ellen is. Utóbbi két találkozón hét gólt szerzett, miközben az első kilenc fordulóban az egész mezőnyből a legkevesebb gólt kapta. Pintér Attila együttese vendégként csak a Vasastól kapott ki, s a legutóbbi három idegenbeli bajnoki találkozóján tíz gólt szerzett.
| 10. forduló (1332. élvonalbeli mérkőzés) 2017. szeptember 23., szombat 18:00 |

| Debreceni VSC                                             | 3 – 0               | Puskás Akadémia         |
| --------------------------------------------------------- | ------------------- | ----------------------- |
| Varga K. 59' (1–0) 44' Könyves (2–0) 82' Tőzsér (3–0) 86' | (1 – 0) Jegyzőkönyv | 37' Osváth 90+2' Diallo |

| Nagyerdei stadion, Debrecen Nézőszám: 3 241 Játékvezető: Erdős József (magyar) Asszisztensek: Király Krisztián és Garai Péter |

- Puskás Akadémia: Hegedüs L. — Osváth, Heris, Vanczák, Balogh — Mevoungou, Márkvárt (Molnár  83') — Latifi (Szécsi  74'), Prosser (Zsidai  65'), Knežević — Diallo Fel nem használt cserék: Danilovics (kapus), Spandler, Poór, Bačelić-Grgić. Vezetőedző: Pintér Attila
- Debreceni VSC: Nagy S. — Bényei, Kinyik, Szatmári, Ferenczi — Bódi, Jovanovics (Csősz  90+2'), Tőzsér , Varga K. (Tisza  90') — Könyves, Tabakovics (Takács  78')  Fel nem használt cserék: Novota (kapus), Mészáros N., Szekulics, Nagy K.. Vezetőedző: Herczeg András

Helyzetek nélküli első félidőt láthatott a közönség, a játékrész utolsó percében aztán teljesen váratlanul vezetéshez jutott a DVSC, egy szép támadás végén Varga Kevin talált a vendégek kapujába; (1–0). Szünet után nagyobb sebességre kapcsolt a Puskás Akadémia, ám igazán veszélyes helyzetig nem jutott, sőt a kitámadó felcsútiak ellen a hazaiaknak akadt néhány ígéretes támadásuk. A hajrában a debreceniek Könyves és Tőzsér révén kétszer is betaláltak, megszerezve ezzel a bajnokságban egymást követően ötödik győzelmüket.
Nyilatkozatok a mérkőzés után:
Jó teljesítményt nyújtottunk, csapatként játszva, kiváló egyéni teljesítményekkel. Sok futásra késztetett minket az ellenfél, de összességében jójátékkal nyertük meg a találkozót. Az első játékrész második felétől magabiztosabban játszottunk, és ez kitartott a meccs végéig.
Jól kezdtük a meccset, amit terveztünk, sikerült megvalósítanunk. Egyik csapatnak sem volt az első félidőben sok lehetősége, de ha jobb döntést hozunk, mi szerezhettük volna meg a vezetést. Nem panaszkodhatok a játékosaimra. A második félidőben felvállaltuk a nyíltabb játékot, de nem ezért lett 3-0, hiszen pontrúgásokból kaptuk a gólokat.
- A DVSC sorozatban az ötödik bajnoki győzelmét aratta, ilyen jó sorozata korábban csupán a Videotonnak volt, a negyedik és a nyolcadik forduló között.
- Herczeg András együttese az első öt fordulóban két, a második ötben tizenöt pontot szerzett.
- A debreceniek a 2015–2016-os bajnokság záró fordulója, 2016. április 30. óta először állnak dobogós helyen a tabellán. Érdekes, hogy most ugyanaz a három együttes áll a legjobban, mint akkor a Videoton, a Ferencváros és a DVSC. (2016-ban a Ferencváros volt az első és a Videoton a második.)
- Varga Kevin öt bajnoki meccsen három gólt szerzett eddig. Tartja hihetetlen sorozatát, minden hazai mérkőzésén szerzett eddig gólt élvonalbeli pályafutása során.
- Könyves Norbert az első gólját lőtte a bajnoki szezonban, legutóbb a 2016–2017-es záró fordulóban, a Diósgyőr kapuját vette be, míg Tőzsér Dániel a legutóbbi öt fordulóban négy gólt szerzett.
- A Puskás Akadémia négy megnyert mérkőzés után szenvedett vereséget.
- Pintér Attila csapata először szenvedett háromgólos vereséget az idényben. Tavaly az edző akkori csapatát, a Mezőkövesdet is csak egy hasonlóan súlyos vereség érte, a Vasas ellen idegenben (0–4). Érdemes figyelni a dátumra: szeptember 24.[11]

Pintér Attila együttese a múlt héten lezárta négy győzelemből álló jó sorozatát, miután kikapott Debrecenben. Pályaválasztóként előbb kikapott az előző idény két legjobb csapatától, a Videotontól és a Bp. Honvédtól, majd legyőzte a Balmazújvárost és az edző korábbi csapatát, a Mezőkövesdet. A Paks ellen hét bajnoki találkozót vívott eddig, egy döntetlen mellett hatszor a mindenkori pályaválasztó győzött. A Paks javuló formát mutat, a legutóbbi két bajnoki meccsén győzött, ilyenre először volt példa az idényben. A Diósgyőr elleni debreceni győzelme (4–2) egy négy mérkőzésből álló idegenbeli nyeretlenségi sorozatot zárt le. Csertői Aurél paksi edzőként az első bajnokiját éppen a Puskás Akadémia ellen vívta. Pintér Attila és Csertői Aurél élvonalbeli edzői pályafutása többször is találkozott, vívtak már egymás ellen Magyar Kupa-döntőt, váltották egymást Győrben, s még sorolhatnánk.
| 11. forduló 2017. szeptember 30., szombat 18:00 |

| Puskás Akadémia                          | 1 – 2               | Paks                                                |
| ---------------------------------------- | ------------------- | --------------------------------------------------- |
| Knežević (1–2) 79' (11-esből) Osváth 82' | (0 – 0) Jegyzőkönyv | 63' (0–1) 74' Simon Á. 71' (0–2) Bertus 78' Verpecz |

| Pancho Aréna, Felcsút Nézőszám: 823 Játékvezető: Szőts Gergely (magyar) Asszisztensek: Berettyán Péter és Georgiou Theodoros |

- Puskás Akadémia: Hegedüs L. — Osváth, Heris, Vanczák , Balogh — Márkvárt (Bačelić-Grgić  72'), Mevoungou, Molnár (Prosser  szünetben) — Knežević, Diallo (Perošević  szünetben), LatifiFel nem használt cserék: Danilovics (kapus), Spandler, Poór, Szakály P.. Vezetőedző: Pintér Attila
- Paks: Verpecz — Vági, Lenzsér, Gévay , Szabó — Simon Á., Papp, Bertus — Koltai (Hahn  86'), Hajdú (Kecskés  72'), Kulcsár D. (Szakály D.  90+3') Fel nem használt cserék: Molnár (kapus), Báló, Zachán, Daru. Vezetőedző: Csertői Aurél

Az első félidő első fele mezőnyjátékkal telt, helyzetek egyik kapu előtt sem adódtak. A Paks a játékrész közepén közel állt a gólszerzéshez, a 24. percben Papp jól helyezett fejesét Hegedüs bravúrral kiöklözte. A folytatásban a vendégek játszottak fölényben, helyzeteikből azonban nem lett gól, bár egy elmaradt büntetőt számon kérhetnek a játékvezetőn. Pintér Attila, a Puskás vezetőedzője a szünetben kettős cserével próbálta felrázni sok hibával játszó együttesét, de ez nem sok változást hozott a játékban. A Paks továbbra is jobban futballozott és a 63. percben Bertus jobb oldali szögletét Simon Ádám az ötösön fejjel megcsúsztatta, majd a labda a hosszún a kapufáról befelé pattant; (0–1). A 71. percben már kétgólos előnyre tettek szert a vendégek Bertus szabadrúgásgóljával: 18 méterről a sorfal lábai alatt kilőtte a bal alsó sarkot; (0–2). A hazaiak hátrányba kerülve felpörögtek és Knežević büntetőjével szépítettek; (1–2). A felcsútiak elkeseredetten küzdöttek az egyenlítésért, de nem sikerült újabb gólt elérniük. Győzelmével a Paks megelőzte a tabellán a Puskás Akadémiát.
Nyilatkozatok a mérkőzés után:
Gratulálok a Paksnak. Gyengén futballoztunk, a megszerzett labdáinkból nem tudtunk indulni, mert gyorsan eladtuk a labdát. A 18 kapott gólunkból már nagyon sokat kaptunk pontrúgásból, pedig ezekre fel lehet készülni. Az akarattal nem volt nagy probléma, de a megszerzett labdákat nagyon gyorsan elvesztettük. Megérdemelten nyert a Paks.
Amit kellett, és amit elterveztünk erre a mérkőzésre azt meg is valósítottuk. Agresszív módon letámadtuk a hazai csapatot, nem hagytuk játszani a Puskás Akadémiát. Úgy érzem, hogy a győzelmünk teljesen megérdemelt. Simon Ádám gólt szerzett, mindenképp jól tettük, hogy leigazoltuk. Míg Papp Kristóf jól játszik előre, addig ő a védekezésben hozott új erőt.

### Második kör
Pintér Attila az első fordulóban döntetlent ért el újonc csapatával egykori klubja ellen a Groupama Arénában. Ennek ellenére nem sikerült jól a rajt, majd aztán egy négyes nyerőszéria a középmezőny elejére vitte fel a felcsútiakat. A legutóbbi két fordulóban ellenben pont nélkül maradt a Puskás Akadémia, amelynek a következő hetekben csak nehéz mérkőzései következnek. Hazai pályán öt mérkőzésből két győzelem, három vereség a mérleg, a tabellán előrébb álló csapat ellen még nem tudott nyerni. A Ferencváros jó formában van, a legutóbbi négy fordulóban 12 pontot szerezve már a Videoton sarkában jár. A legtöbb gólt szerezte. Idegenben az első három mérkőzésén nyeretlen maradt, a legutóbbi kettőn, a Honvéd és a Balmazújváros ellen is győzött, egyaránt három-három gólt ért el.
| 12. forduló 2017. október 14., szombat 19:30 |

| Puskás Akadémia                                          | 1 – 1               | Ferencváros                                                    |
| -------------------------------------------------------- | ------------------- | -------------------------------------------------------------- |
| Knežević 79' (1–1) 86' (11-esből) Vanczák 59' Latifi 68' | (0 – 1) Jegyzőkönyv | 39' (0–1) Paintsil 74' Leandro 74' Blažič 79' Otigba 90' Botka |

| Pancho Aréna, Felcsút Nézőszám: 3 127 Játékvezető: Bognár Tamás (magyar) Asszisztensek: Tóth II. Vencel és Szert Balázs |

- Puskás Akadémia: Hegedüs L. — Osváth (Latifi  szünetben), Heris, Vanczák, Poór, Balogh B. — Márkvárt (Bačelić-Grgić  szünetben), Mevoungou, Szakály P. (Prosser  75') — Knežević, Perošević Fel nem használt cserék: Danilovics (kapus), Zsidai, Spandler, Molnár. Vezetőedző: Pintér Attila
- Ferencváros: Dibusz — Botka, Blažič, Otigba, Pedroso — Leandro, Szpirovszki (Koch  75') — Lovrencsics G. (Sternberg  82'), Gorriarán (Moutari  68'), Paintsil — Böde Fel nem használt cserék: Holczer (kapus), Kundrák, Batik, Priskin. Vezetőedző: Thomas Doll

Az első negyedórában a vendégcsapat volt aktívabb, de mindössze egyetlen Böde-helyzetet lehetett feljegyezni. A folytatásban is fölényben játszott a Ferencváros, a Puskás fél óra alatt csupán egyetlen veszélyesebb lövésig jutott. A vendégek Joseph Paintsil találatával szerezték meg a vezetést; (0–1). A gól nagyobb erőbedobásra késztette a hazai gárdát, de próbálkozásaikat nem kísérte siker. A fordulást követően a szünetben kettőt cserélő hazai együttes megpróbálta felpörgetni a tempót, de a fővárosiak továbbra is több helyzetet dolgoztak ki ellenfelük kapuja előtt. A hajrában némileg váratlanul egyenlítettek a hazaiak Knežević büntetőjével, amely után a hevesen reklamáló Thomas Dollt elküldte a játékvezető a kispadtól; (1–1). A folytatásban nem esett több gól, így a Ferencváros egy ponttal távozott Felcsútról.
Nagyon jó mérkőzést láthatott a közönség. Amit elterveztünk, az az első félidőben is ült. A 39. percben kaptunk egy gólt, mindkét csapat győzelemre játszott, így ez benne van. A szünetben cseréltünk, hadrendet is váltottunk, megértették a játékosok, hogy miről szólna a második félidő. Uraltuk a játékot, mertünk futballozni, vissza tudtunk jönni a meccsbe az egyenlítő góllal, és 1-1-nél, ha kicsit higgadtabbak vagyunk, akkor lehet, hogy a győzelmet is meg tudtuk volna szerezni. De ez is jó dolog a Ferencváros ellen, hogy visszajöttünk, gratulálok a srácoknak, nagy erőket mozgósítottak. Sok sikert kívánok a Fradinak. Nem szeretnék a játékvezetéssel foglalkozni, ezt megfogadtam. De támasztani sem szabad a játékost, Otigba pedig nem csak ellökte, hanem meg is rúgta.
Az elején azt kaptuk, amit vártunk, tudtuk, hogy egy szervezett csapattal állunk szemben, amelyet nem egyszerű feltörni. Mondtuk a játékosoknak, hogy türelmesen járassák a labdát a széleken és az összekötőkben, ezért született meg a gólunk is, amely nagyban meghatározhatta volna a mérkőzést, hiszen egy ilyen helyzetben a másik csapatnak kell kezdeményezni, míg mi egy másik góllal eldönthetjük a találkozót. Erre készültünk, meg is volt rá az esélyünk, ezeket a szituációkat jobban kell kezelnünk. Ez most nem sikerült, volt egy nagy lehetőségünk, ami kimaradt. Ha 2–0 lett volna az állás, nehezebb dolga lett volna a Puskásnak. Volt a mi javunkra olyan, amit úgy éreztünk, hogy lehetne büntető, a hazaiak pedig kaptak egy számunkra véleményes tizenegyest. Azt éreztük az egész mérkőzésen, hogy a játékvezető engedte a test a test elleni játékot, többször is előnyszabályt alkalmazott. Nem érezzük, hogy ebben a szituációban ez faultot ért volna, ennek fényében főleg nem. De ő így döntött, majd ezt kielemzi az, akinek ez a dolga. Egy ponttal megyünk haza, nagy lehetőséget szalasztottunk el, mert a Videoton is botlott. Nem éreztük, hogy veszélyesek lennének, a tizenhatosig se jutott el a Puskás Akadémia, távoli lövéseik voltak. Thomas Doll semmi olyat nem mondott, ami nem fért volna bele, a kulacsot mérgében a földhöz vágta. Ha ezért el kell küldeni a padtól, akkor jogos, hogy elküldték.
| 13. forduló 2017. október 21., szombat 15:30 |

| Videoton                                                                   | 2 – 0               | Puskás Akadémia                         |
| -------------------------------------------------------------------------- | ------------------- | --------------------------------------- |
| Juhász (1–0) 88' Henty (2–0) 90+1' 83' Vinícius 50' Fiola 50' Lazovics 50' | (0 – 0) Jegyzőkönyv | 29' Perosevics 56' Balogh 90+1' Patrick |

| Hidegkuti Nándor Stadion, Budapest Nézőszám: 1 108 Játékvezető: Kassai Viktor (magyar) Asszisztensek: Varga Gábor, Szécsényi István |

| 14. forduló 2017. október 28., szombat 17:45 |

| Puskás Akadémia FC            | 0 – 0               | Vasas SC                |
| ----------------------------- | ------------------- | ----------------------- |
| Bačelić-Grgić 52' Vanczák 60' | (0 – 0) Jegyzőkönyv | 44' Ádám 76' Burmeister |

| Pancho Aréna, Felcsút Játékvezető: Farkas Ádám (magyar) Asszisztensek: Georgiou Theodoros és Horváth Róbert |

### Harmadik kör
| 27. forduló 2018. április 21., szombat 17:00 |

| Diósgyőr                                            | 0 – 1               | Puskás Akadémia                                            |
| --------------------------------------------------- | ------------------- | ---------------------------------------------------------- |
| Makrai (1–1) 10' Vela (2–2) 89' Busai 55' Karan 65' | (0 – 1) Jegyzőkönyv | 4' (0–1) Heris 75' (1–2) Prosser 13' Spandler 80' Márkvárt |

| Városi stadion, Mezőkövesd Nézőszám: 1 262 Játékvezető: Bognár Tamás (magyar) Asszisztensek: Ring György és Horváth Róbert |

- Puskás Akadémia: Hegedüs L. — Poór (Osváth  35'), Hegedűs J., Spandler, Trajkovski — Szakály P., Knežević (Mevoungou  85'), Molnár, Balogh B., Perošević — Henty (Diallo  87') • Fel nem használt cserék: Tóth (kapus), Radó, Prosser, Bačelić-Grgić • Vezetőedző: Pintér Attila
- Diósgyőr: Antal – Eperjesi, Lipták  (Kocsis  58'), Tamás, Sesztakov — Hasani (Vela  szünetben), Tóth B. (Bacsa  51'), Busai, Ugrai — Makrai, Jóannidisz • Fel nem használt cserék: Radoš (kapus), Óvári, Nagy, Szarka • Vezetőedző: Bódog Tamás

A kezdeti "ismerkedés" után fölénybe került a Puskás Akadémia, s ez a fölény a félidő derekán – megérdemelten – góllá is érett: a 23. percben Knežević jobb oldali, ballábas szabadrúgását az ötösről fejjel a kapu közepébe csúsztatja Szakály Péter; (0–1). Ezt követően megpróbált nagyobb sebességi fokozatba kapcsolni a Diósgyőr, de a többnyire ötlettelen támadásit könnyedén hatástalanította a vendégcsapat védelme. A felcsútiak kontrákra rendezkedtek be, de ezekből nem alakult ki igazi veszély. A szünet után Bódog Tamás vezetőedző cserékkel frissítette fel csapatát, amely változatlanul beszorította ellenfelét, de komoly helyzetet továbbra sem tudott kialakítani. A Puskás Akadémia magabiztosan őrizte előnyét, és a védekezés mellett gyors ellentámadásokra is futotta az erejéből. Egy ilyen végén kapufát is rúgott, s többször csak Antal Botond védésének volt köszönhető, hogy nem született újabb vendéggól. A DVTK zsinórban hatodik meccsén maradt nyeretlen, míg a Puskás Akadémia négy találkozó óta veretlen.
| 28. forduló (28. élvonalbeli mérkőzés) 2018. április 28., szombat 17:00 |

| Puskás Akadémia                                                                               | 3 – 1               | Balmaz Kamilla Gyógyfürdő                 |
| --------------------------------------------------------------------------------------------- | ------------------- | ----------------------------------------- |
| Knežević (1–1) 21' (11-esből) Radó (2–1) 80' Diallo 71' (3–1) 90+5' Szakály P. 10' Zsidai 56' | (1 – 1) Jegyzőkönyv | 16' (0–1) 17' Erdei 22' Tamás 90+2' Vajda |

| Pancho Aréna, Felcsút Nézőszám: 783 Játékvezető: Berke Balázs (magyar) Asszisztensek: Varga Zsolt és Kóbor Péter |

- Puskás Akadémia: Hegedüs L. — Osváth, Hegedűs J., Spandler, Trajkovski — Molnár (Diallo  64'), Knežević, Szakály P. (Zsidai  szünetben), Balogh B. — Perošević (Radó  74'), Henty • Fel nem használt cserék: Danilovics (kapus), Szécsi, Heris, Bačelić-Grgić • Vezetőedző: Pintér Attila
- Balmazújváros: Horváth — Habovda, Rus, Tamás, Uzoma — Vajda, Sigér , Maiszuradze (Kónya  84'), Haris — Erdei (Jagodics  70'), Kamarás (Batarelo  70') • Fel nem használt cserék: Pogacsics (kapus), Rudolf, Schmid M., Andrics. Vezetőedző: Horváth Ferenc

Erdei Carlo szépségdíjas lövésével a 17. percben szerzett vezetést a vendégcsapat, öt perccel később Josip Knežević büntetőjével egyenlítettek a házigazdák. Az első félidő jó iramú, változatos játékot hozott, de a kapuk ritkán forogtak veszélyben. A szünet előtti hajrában a felcsúti kapus, Hegedüs Lajos bravúrral hárította Kamarás György közeli próbálkozását. A második félidőt a mezőnyben elkövetett taktikai szabálytalanságok jellemezték mindkét fél részéről, amelyek olykor a durvaság határát súrolták. Veszélyes helyzet egyik kapu előtt sem adódott, mígnem a 79. percben az alig öt perce pályán lévő felcsúti csereember, Radó András gólt érő lövéssel fejezte be azt az akciót, amely tőle indult. A végeredményt Diallo állította be, aki a hosszabbításban egy ziccert értékesített. Pintér Attila együttese öt forduló óta veretlen, két döntetlen mellett harmadszor nyert.
- A Puskás Akadémia sorozatban a hetedik tétmérkőzésén maradt veretlen. Március 17. óta két döntetlen mellett ötször nyert. A mostani sikerével nyolc ponttal előzi meg a két kiesőhelyen álló Balmazújvárost és Mezőkövesdet.
- A felcsúti együttes 2015. május 23. óta először szerzett hazai bajnoki mérkőzésen legalább három gólt. (Akkor négyig jutott, de 5–4-re kikapott az Újpesttől.) Győztes hazai bajnokin, a teljes élvonalbeli pályafutása során, korábban mindössze háromszor jutott legalább három gólig, mindannyiszor a 2014–2015-ös szezonban.
- Ugyanakkor Pintér Attila csapata a legutóbbi két hazai tétmérkőzésén, a DVSC elleni Magyar Kupa-találkozón és a szombati bajnokin összesen hét gólt ért el.
- Josip Knežević az élvonal egyik legbiztosabb lábú tizenegyeslövője. Az OTP Bank Ligában tizenegy gólt szerzett eddig, ezekből ötöt büntetőből.
- Radó András a legutóbbi három fordulóban két gólt is szerzett.
- Ulysse Diallo a hetedik góljánál tart az idényben.
- A Szatmárnémetiből érkezett Erdei Carlo gyakorlatilag ezen a mérkőzésen mutatkozott be az OTP Bank Ligában (egy percet játszott korábban), mégpedig góllal.
- A Balmazújváros a legutóbbi öt idegenbeli mérkőzésén csupán egy pontot szerzett.

A DVSC célja a harmadik hely elérése, matematikailag erre még ellenfelének is van esélye. Herczeg András együttese a legutóbbi bajnokiját elveszítette Balmazújvárosban, s tavasszal eddig mindössze egy hazai mérkőzését nyerte meg az OTP Bank Ligában, de az éppen a két héttel ezelőtti, Diósgyőr elleni volt. Május 8-án, Magyar Kupa-találkozón fogadta már a Puskás Akadémia csapatát a Nagyerdei Stadionban, de a 2–0-s győzelemmel sem tudta ledolgozni az első meccsen összeszedett nagy hátrányt. Pintér Attila szerdán kupadöntőt játszott az Újpest ellen, a bennmaradását már a múlt héten biztosította.
Mérkőzés előtti nyilatkozatok:
Sajnos nem úgy sikerült a megyei rangadó, ahogy szerettük volna. A találkozón nyújtott teljesítményünk nem méltó a DVSC-hez. Lehet unalmas már, de nem bírjuk el, hogy több alapemberünk is hiányzik, gondolok itt Nagy Sanyira, Bényei Balázsra, Ferenczi Janira és Jovanovicsra. Utóbbi játékosunkat műteni kell, ráadásul Filip megbetegedett és Kinyik is sérüléssel bajlódik. Ettől függetlenül mindenképp nyerni szeretnénk a hétvégén, amikor a becsületünkért játszunk majd. Meg kell mutatnunk, hogy van bennünk kurázsi, lelkileg erősek vagyunk és fel tudjuk dolgozni a hétvégi meccsen történteket. Nem gondolnám, hogy problémát okozna a Puskás Akadémiának, hogy szerdán kupadöntőt játszott, hisz minőségi labdarúgói vannak, ráadásul minden posztra van két-három futballistája. Ami egy csapat életében előjöhet rossz, az nálunk sajnos előjött a tavasszal, de nagyon bízom benne, hogy túl leszünk a nehézségeken. Két mérkőzés van hátra a bajnokságból, nyilván szeretnénk megszerezni a lehető legtöbb pontot. Tavaly ilyenkor a kiesés elkerüléséért játszottunk, most pedig a dobogóért, amelyért természetesen mindent megtesznek majd a játékosok.
Tudjuk, ellenfelünknél több alapember hiányzik, de azt is, hogy rendkívül egységes csapatról van szó, s a sérültek helyére beszállók is jól fognak illeszkedni a játékukba. Ugyanakkor nekünk nem ezzel kell foglalkoznunk. Debrecenben jó pálya fogad majd minket, ha tudjuk játszani a saját játékunkat, nem lehet gond. Azon leszünk, hogy az Újpest ellen elveszített kupadöntő ne nyomja a rá a bélyegét a mérkőzésre, reméljük, hamar elkapjuk a fonalat. Komoly feladat lesz, nagyon nehéz találkozóra számítok, de remélem, jó jövünk ki belőle, mert az nem is kérdés, hogy győzni megyünk Debrecenbe.
| 32. forduló 2018. május 27., vasárnap 17:00 |

| Debreceni VSC | –           | Puskás Akadémia |
| ------------- | ----------- | --------------- |
|               | Jegyzőkönyv |                 |

| Nagyerdei stadion, Debrecen Játékvezető: Bognár Tamás (magyar) Asszisztensek: Ring György és Lémon Oszkár |

### Eredmények összesítése
Az alábbi táblázatban összesítve szerepelnek az Puskás Akadémia aktuális szezon OTP Bank Ligában elért eredményei.
A százalék számítás a 3 pontos rendszerben történik.
| Kör (forduló)            | Otthon | Otthon | Otthon | Otthon | Otthon | Otthon | Otthon | Otthon | Idegenben | Idegenben | Idegenben | Idegenben | Idegenben | Idegenben | Idegenben | Idegenben |
| Kör (forduló)            | M      | GY     | D      | V      | LG–KG  | GK     | P      | %      | M         | GY        | D         | V         | LG–KG     | GK        | P         | %         |
| ------------------------ | ------ | ------ | ------ | ------ | ------ | ------ | ------ | ------ | --------- | --------- | --------- | --------- | --------- | --------- | --------- | --------- |
| Első kör (1–11.)         | 5      | 2      | 0      | 3      | 5–8    | –3     | 6      | 40,0%  | 6         | 2         | 2         | 2         | 11–10     | +1        | 8         | 44,4%     |
| Második kör (12–21.)     | 1      | 0      | 1      | 0      | 1–1    | 0      | 1      | 33,3%  |           |           |           |           |           |           |           |           |
| Harmadik kör (22–33.)    |        |        |        |        | –      |        |        |        |           |           |           |           |           |           |           |           |
| Összesen (1–33. forduló) | 6      | 2      | 1      | 3      | 6–9    | –3     | 7      | 38,9%  | 6         | 2         | 2         | 2         | 11–10     | +1        | 8         | 44,4%     |

### Helyezések fordulónként
| Forduló  | 1  | 2   | 3   | 4   | 5   | 6   | 7  | 8  | 9  | 10 | 11 | 12 | 13 | 14 | 15 | 16 | 17 | 18 | 19 | 20 | 21 | 22 | 23 | 24 | 25 | 26 | 27 | 28 | 29 | 30 | 31 | 32 | 33 |
| -------- | -- | --- | --- | --- | --- | --- | -- | -- | -- | -- | -- | -- | -- | -- | -- | -- | -- | -- | -- | -- | -- | -- | -- | -- | -- | -- | -- | -- | -- | -- | -- | -- | -- |
| Helyszín | I  | O   | I   | O   | I   | O   | I  | I  | O  | I  | O  | O  |    |    |    |    |    |    |    |    |    |    |    |    |    |    |    |    |    |    |    |    |    |
| Eredmény | D  | V   | V   | V   | D   | GY  | GY | GY | GY | V  | V  | D  |    |    |    |    |    |    |    |    |    |    |    |    |    |    |    |    |    |    |    |    |    |
| Helyezés | 8. | 11. | 12. | 12. | 12. | 12. | 8. | 6. | 5. | 5. | 7. | 8. |    |    |    |    |    |    |    |    |    |    |    |    |    |    |    |    |    |    |    |    |    |

Helyszín: O = Otthon; I = Idegenben. Eredmény: GY = Győzelem; D = Döntetlen; V = Vereség.
A csapat helyezései fordulónként, idővonalon ábrázolva.

### A bajnokság végeredménye
| H   | Csapat                | M  | GY | D  | V  | LG | KG | GK  | GÁ   | SZP | VP | NÉ  | Sárga lap | kiállítva | Forma | Továbbjutás vagy kiesés          |
| --- | --------------------- | -- | -- | -- | -- | -- | -- | --- | ---- | --- | -- | --- | --------- | --------- | ----- | -------------------------------- |
| 1.  | Videoton (B) (NK)     | 33 | 20 | 8  | 5  | 65 | 28 | +37 | 1,97 | 68  | 31 | 6,9 | 111       | 5         |       | Bajnokok Ligája, 1. selejtezőkör |
| 2.  | Ferencváros (NK)      | 33 | 18 | 12 | 3  | 69 | 31 | +38 | 2,09 | 66  | 33 | 6,8 | 70        | 4         |       | Európa-liga, 1. selejtezőkör     |
| 3.  | Újpest (KGY) (NK)     | 33 | 12 | 13 | 8  | 41 | 38 | +3  | 1,24 | 49  | 50 | 6,9 | 76        | 0         |       | Európa-liga, 1. selejtezőkör     |
| 4.  | Bp. Honvéd (CV) (NK)  | 33 | 13 | 8  | 12 | 50 | 53 | –3  | 1,52 | 47  | 52 | 6,6 | 71        | 4         |       | Európa-liga, 1. selejtezőkör     |
| 5.  | Debreceni VSC         | 33 | 12 | 8  | 13 | 53 | 47 | +6  | 1,61 | 44  | 55 | 6,8 | 71        | 2         |       |                                  |
| 6.  | Puskás Akadémia (F)   | 33 | 11 | 10 | 12 | 41 | 46 | –5  | 1,24 | 43  | 56 | 6,5 | 93        | 3         |       |                                  |
| 7.  | Paks                  | 33 | 11 | 9  | 13 | 43 | 48 | –5  | 1,30 | 42  | 57 | 6,5 | 80        | 5         |       |                                  |
| 8.  | Haladás               | 33 | 11 | 5  | 17 | 35 | 50 | –15 | 1,06 | 38  | 61 | 6,3 | 82        | 3         |       |                                  |
| 9.  | Mezőkövesd            | 33 | 9  | 10 | 14 | 35 | 52 | –17 | 1,06 | 37  | 62 | 6,2 | 90        | 3         |       |                                  |
| 10. | Diósgyőr              | 33 | 10 | 6  | 17 | 44 | 53 | –9  | 1,33 | 36  | 63 | 6,3 | 81        | 5         |       |                                  |
| 11. | Balmazújváros (K) (F) | 33 | 8  | 12 | 13 | 39 | 46 | –7  | 1,18 | 36  | 63 | 6,2 | 70        | 2         |       | NB II 2018–2019                  |
| 12. | Vasas (K)             | 33 | 9  | 7  | 17 | 38 | 61 | –23 | 1,15 | 34  | 65 | 6,1 | 86        | 4         |       | NB II 2018–2019                  |

A rangsorolás alapszabályai: 1. összpontszám; 2. a bajnokságban elért több győzelem; 3. a bajnoki mérkőzések gólkülönbsége; 4. a bajnoki mérkőzéseken rúgott több gól; 5. az egymás ellen játszott bajnoki mérkőzések pontkülönbsége; 6. az egymás ellen játszott bajnoki mérkőzések gólkülönbsége; 7. az egymás ellen játszott bajnoki mérkőzéseken az idegenben lőtt több gól; 8. a bajnokság fair play értékelésében elért jobb helyezés; 9. sorsolás.
(CV): Bajnoki címvédő csapat; (B): Bajnokcsapat; (K): Kieső csapat; (F): Feljutó csapat; (KGY): Kupagyőztes; (NK): Nemzetközi kupainduló;

## Magyar kupa
Az MLSZ szabályzatának értelmében, a nemzeti bajnokságokban (NB I, NB II, NB III) szereplő csapatok a kupasorozat 6. fordulójában, a legjobb 128 között kapcsolódnak be a versenybe. A versenykiírás szerint az NB I-es és NB II-es csapatok kiemeltek lesznek a sorsoláson, nem kerülhetnek össze egymással. A hatodik fordulóból (a főtábla első köréből) továbblépő együttesek 300 ezer, illetve 500 ezer forintot kapnak – attól függően, hogy döntetlen után vagy győzelemmel harcolják ki a továbbjutást.
      Győzelem
      Döntetlen
      Vereség
| 2017. szeptember 20., szerda |

| Kaposvári Rákóczi FC (NB III) | 1 – 3 | Puskás Akadémia FC |
| ----------------------------- | ----- | ------------------ |
|                               |       |                    |

| Részletek |

| 2017. október 25., szerda |

| Eger SE (megye I) | 0 – 6 | Puskás Akadémia FC |
| ----------------- | ----- | ------------------ |
|                   |       |                    |

| Részletek |

| 2017. október 25., szerda |

| Kisvárda Mastergood (NB II) | 0 – 1 | Puskás Akadémia FC |
| --------------------------- | ----- | ------------------ |
|                             |       |                    |

| Részletek |

| 2018. február 20., kedd |

| Zalaegerszegi TE (NB II) | 1 – 0 | Puskás Akadémia FC |
| ------------------------ | ----- | ------------------ |
|                          |       |                    |

| Részletek |

| 2018. február 28., szerda |

| Puskás Akadémia FC | 2 – 0 | Zalaegerszegi TE (NB II) |
| ------------------ | ----- | ------------------------ |
|                    |       |                          |

| Részletek |

| 2018. március 13., kedd |

| Puskás Akadémia FC | 0 – 1 | Diósgyőri VTK |
| ------------------ | ----- | ------------- |
|                    |       |               |

| Részletek |

| 2018. április 4., szerda |

| Diósgyőri VTK | 0 – 3 | Puskás Akadémia FC |
| ------------- | ----- | ------------------ |
|               |       |                    |

| Részletek |

| 2018. április 18., szerda |

| Puskás Akadémia FC | 4 – 0 | Debreceni VSC |
| ------------------ | ----- | ------------- |
|                    |       |               |

| Részletek |

| 2018. május 8., kedd |

| Debreceni VSC | 2 – 0 | Puskás Akadémia FC |
| ------------- | ----- | ------------------ |
|               |       |                    |

| Részletek |

| 2018. május 23., szerda |

| Puskás Akadémia FC | 2 – 2 (bü. 4–5) | Újpest FC |
| ------------------ | --------------- | --------- |
|                    |                 |           |

| Részletek |

### 6. forduló (főtábla 1. forduló)
2017. szeptember 11-én a Magyar Labdarúgó-szövetség (MLSZ) székházában megtartott sorsoláson a 70-szeres válogatott Nyilasi Tibor, az MLSZ elnökségi tagjának vezetésével készültek el a párosítások. A Puskás Akadémia FC csapata az NB III-ban szereplő Kaposvári Rákóczi FC együttesével küzd meg a legjobb 64-be kerülésért.
| 2017. szeptember 20., szerda 15:00 |

| Kaposvári Rákóczi FC (NB III) | 1 – 3               | Puskás Akadémia FC                                                |
| ----------------------------- | ------------------- | ----------------------------------------------------------------- |
| Lakatos (1–2) 55' Ur 73′      | (0 – 1) Jegyzőkönyv | 27' (0–1) Prosser 51' (0–2) Perošević 74' (1–3) Latifi 54' Osváth |

| Rákóczi Stadion, Kaposvár Nézőszám: 300 Játékvezető: Szilasi Szabolcs (magyar) Asszisztensek: Lémon Oszkár és Aradi József |

- Puskás Akadémia: Danilovics — Osváth, Poór, Vanczák, Spandler — Zsidai, Bačelić-Grgić — Prosser (Szécsi  55'), Madarász (Knežević  59'), Latifi (Diallo  78'), Perošević Fel nem használt cserék: Hegedüs L. (kapus), Márkvárt, Balogh, Mevoungou. Vezetőedző: Pintér Attila
- Kaposvár: Slakta — Nagy J., Szabó A. (Kollega  64'), Lakatos G., Fodor M. — Ur, Szakály A. — Nagy K., Ivancsics (Vachtler  74'), Böjte P. (Sóron  64') — Andorka Fel nem használt cserék: Borsi (kapus), Godzsajev-Telmán, Fonyódi, Vajda. Vezetőedző: Artner Tamás

A 27. percben egy bal oldali Puskás Akadémia akció végén Liridon Latifi tette át a labdát a hosszún érkező Prosser Dánielnek, aki egy igazítás után a jobbösszekötő helyéről kilőtte a bal alsó sarkot; (0–1). Az 51. minutumban Zsidai László mesterien ívelt előre, tért ölelő labdája megtalálta Perošević fejét, aki szép mozdulattal csúsztatott a kaposvári kapuba; (0–2). Négy perc múlva csökkentette hátrányát a hazai csapat: egy zöld-fehér akciót Perosevic csak sárga lap árán tudott megállítani, a bal oldali szabadrúgásnak Ivancsics Gellért futott neki, s középre ívelését Lakatos Gergő fejelte a léc alá; (1–2). Bár a vendéglátók derekasan küzdöttek az egyenlítésért, a játékot továbbra is PAFC irányította, aminek meg is lett a következménye, a 74. percben ismét kétgólos lett a két csapat közötti különbség: a csereként beállt Knežević lépett meg Ur Lászlótól, aki, más eszköze nem lévén, utolsó emberként rántotta le a gólhelyzetben kiugró támadó fedezetet, Szilasi játékvezető pedig – teljes joggal – kiállította a kaposvári védekező középpályást. A megítélt szabadrúgást Latifi végezte el, s a sorfalon megpattanó lövése Slakta kapujában kötött ki; (1–3).
Mérkőzés utáni nyilatkozatok:
Nem volt kérdés, hogy melyik a jobb csapat. Ennek ellenére gratulálok a játékosaimnak a helytállásért. A védővonalban ismét hibáztunk, ez folyamatosan előjön, ezt pedig kihasználta a jó képességű NB I-es csapat.
Tudtuk, hogy egy fegyelmezett együttes ellen fogunk játszani, amely a játéktudása alapján nem NB III-as, hanem NB II-es. Azt is tudtam, hogy Artner Tamás csapatai mindig jól szűkítik a területeket, abból indulnak, s bátran fennmaradnak. Úgy gondolom, hogy megérdemelten nyertünk, de megnehezítették a dolgunkat.

### 7. forduló (főtábla 2. forduló)
2017. szeptember 22-én a Magyar Labdarúgó-szövetség (MLSZ) székházában megtartott sorsoláson a 70-szeres válogatott Nyilasi Tibor, az MLSZ elnökségi tagjának vezetésével készültek el a párosítások. A Puskás Akadémia csapata a Heves megye I-ben szereplő Eger SE együttesével küzd meg a legjobb 32-be kerülésért.
Az Eger SE a 2. fordulóban kapcsolódott be az idei Magyar kupa küzdelmeibe, 2017. augusztus 12-én, hazai pályán, 8–0 arányban verték ki Bélapátfalva SKE csapatát. Benke Norbert és Gresó Mátyás egyaránt 2–2 góllal vette ki részét a gólgazdag mérkőzésből. Mellettük Farkas Krisztián, Vajda Ákos, Szász Viktor és Szucsik Ádám szerzett még egy-egy találatot. A 3. fordulóban, 2017. augusztus 16-án, idegenben léptek pályára a Hevesi LSC otthonában, ahol 4–0-ra győztek Fekete Viktor duplájával (ebből egyet büntetőből szerzett), valamint Palágyi Milán és Benke Norbert egy-egy találatával. A főtáblára kerülést hazai pályán vívták ki, mégpedig az FC Hatvan 5–0-s legyőzésével 2017. augusztus 23-án. Az öt gólt mindössze két labdarúgó jegyzi: Fekete Viktor háromszor, míg Gresó Mátyás kétszer talált be az ellenfél kapujába. Érdekesség, hogy az első és az utolsó gól között mindössze 33 perc telt el.
Az előző, 6. fordulóban, immáron a főtábla 1. körében hazai pályán vívta ki a továbbjutást az Eger SE, 2017. szeptember 20-án. Az ellenfél a BLSZ I-ben játszó Testvériség SE volt. A mérkőzést végül a hazaiak nyerték meg 3–1 arányban. A gólszerzők Antal Zsolt, Budai Barna és Szucsik Ádám voltak.
Mérkőzés előtti nyilatkozatok:
Legyen ünnepnap az NB I-es gárda elleni meccs. Mondom ezt azzal együtt is, hogy szombaton Felsőtárkányban rangadó vár ránk, ami a szerdai összeállítást is befolyásolja. Az bizonyos, hogy Dobos Attila, Komlósi Ádám, Fekete Viktor, Debreczeni Dávid és Busai Barna kihagyja a találkozót, de Lakatos Béla játéka is kérdéses. Így előtérbe kerül azok szerepeltetése, akik eddig kevesebb lehetőséget kaptak. Az ifisták közül is jönnek a keretbe fiatalok, hátha ezzel ösztönözni tudjuk a játékosokat, hogy íme, be lehet ide kerülni. Tudjuk, a továbbjutáshoz bravúrra lenne szükség, de nem kérdés, hogy mindent megteszünk a tisztes helytállás érdekében.
| 2017. október 25., szerda 13:30 |

| Eger SE (megye I)   | 0 – 6               | Puskás Akadémia FC                                                                                                |
| ------------------- | ------------------- | --- |
| Dóczi 7' Molnár 87' | (0 – 2) Jegyzőkönyv | 22' (0–1) • 50' (0–3) • 65' (0–6) 83' Prosser 44' (0–2) Knežević 56' (0–4) Titkó 63' (0–5) Madarász 34' Balogh B. |

| Szentmarjay Tibor Stadion, Eger Nézőszám: 600 Játékvezető: Kulcsár Katalin (magyar) Asszisztensek: Bornemissza Norbert és Kovács Gábor |

- Puskás Akadémia: Danilovics — Osváth, Heris (Poór  52'), Hegedűs J., Spandler — Márkvárt, Zsidai — Molnár G., Balogh B. (Madarász  szünetben), Prosser — Knežević (Szakály P.  szünetben) • Fel nem használt cserék: Hegedüs L. (kapus), Mevoungou, Vanczák, Bačelić-Grgić • Vezetőedző: Pintér Attila
- Eger: Bukta — Dóczi, Titkó, Mikolka, Palágyi — Balogh M. (Bálint  74') — Szucsik, Antal (Vajda  szünetben), Gresó, Farkas K. (Molnár A.  74') — Benke • Fel nem használt cserék: Bollók (kapus), Radó • Játékos-edző: Vígh Ferenc

A 21. percben megszerezte a vezetést a Puskás Akadémia: egy beadást követően Prosser Dániel érkezett, és hat méterről megszerezte a vezetést a vendégeknek; (0–1). A 43. percben már kettővel vezettek a vendégek: Knežević teljesen üresen maradt a jobb oldalon, Bukta pedig hiába ért hozzá a labdához, nem tudott hárítani; (0–2). 49. perc: nem kezdődik jól a második félidő a hazaiak számára: Prosser két védő között kilépve 15 méterről ballal a kapu jobb oldalába lőtt, ezzel már (0–3). Az 57. percben újabb góllal növelte előnyét a Puskás: Prosser előreívelt szabadrúgása a védőkön túljutva Hegedűs elé került, aki három méterről a kapuba pofozta a labdát. A hivatalos jegyzőkönyvbe Titkó Krisztián öngóljaként került be ez a találat; (0–4). A 63. percben már öt a különbség: egy egri szöglet után villámgyorsan kontrázott a Puskás Akadémia, Presser pörgetése még kijött a kapufáról, de a kipattanót a csereként beállt Madarász az üres kapuba passzolta; (0–5). Két perccel később, már féltucat: a 65. percben Márkvárt Dávid jobboldali beívelését követően Szakály Péter mesterien tálalt Prosser elé, aki öt méterről higgadtan a kapuba gurított, ami immáron mesterhármas a felcsúti támadótól; (0–6).

### Elődöntő

#### 1. mérkőzés
2018. április 4-én a Magyar Labdarúgó-szövetség (MLSZ) elkészítette a Magyar Kupa elődöntőinek sorsolását. A Puskás Akadémia csapata a Debreceni VSC NB I-es csapatával küzd meg a döntőbe jutásért. Az első mérkőzést április 18-án Felcsúton, a visszavágót május 8-án Debrecenben rendezik meg.
A Debreceni VSC az idei Magyar kupa küzdelmeibe a főtábla 1. fordulójában kapcsolódott be, 2017. szeptember 20-án, a megye I-ben szereplő Csongrád 10–1-es legyőzésével „melegített”, majd az NB III-as Monort 3–2-re, az NB II-es Budafokot 3–0-ra verte. Herczeg András együttese legjobban a tavaszelőn, az NB II-es Doroggal szemben szenvedett meg, amelytől otthon 2–1-re kikapott, ám 3–2-es látogatóként elért sikerével, idegenben lőtt több góljának köszönhetően továbbjutott. Az előző fordulóban a Honvéddal Kispesten 0–0-t játszottak Tőzsér Dánielék, a visszavágón pedig 3–1-re diadalmaskodva vívták ki az elődöntőbe jutást.
A felcsútiak a tavaszi rajt előtt jelentősen megerősödtek, a keret egyre összeszokottabb. Ezt emelte ki Herczeg András vezetőedző is mérkőzés előtti nyilatkozatában.
Mérkőzés előtti nyilatkozatok:
Tudom, hogy mind a két együttes számára fontos a kupa. Az utóbbi időben jó formában van a Puskás Akadémia, ráadásul a harmadik legerősebb játékoskeretű gárda a magyar bajnokságban. Nyilván megvannak a céljaink nekünk is, szeretnénk jó eredményt elérni, ennek szellemében lépünk majd pályára. Ellenfelünk most már mást játszik, mint tette a bajnoki mérkőzésen, változtatott a játékán, de – mint eddig is – meccs közben többször tud váltani. A négy-, és a háromvédős rendszert is alkalmazzák, kíváncsi vagyok, ellenünk melyik felállási forma lesz a befutó. Ahogy nekik, természetesen nekünk is van egy játékunk, amelyből igyekszünk a lehető legtöbbet kihozni.
Mint ahogy a Diósgyőr elleni mérkőzés is bizonyította, a kupa teljesen más, mint egy bajnoki forduló, itt két mérkőzés van rá, hogy a csapatok eldöntsék, ki jut a döntőbe, így erre kell hangolódnunk. A bajnokságban élet-halál harcot vív az első hattól lefelé mindenki, óriási a küzdelem a pontokért. A kupamérkőzések más tétért folynak, hiszen onnan bárki kijuthat a nemzetközi porondra, ezért nem lehet kiindulni a bajnoki eredményekből. A Debrecen nagyon motivált és rendkívül fegyelmezett csapat, amely hozzánk hasonlóan mindent el fog követni azért, hogy a döntőbe kerüljön.
| 2018. április 18., szerda 20:15 (tv: M4 Sport) |

| Puskás Akadémia FC                                                         | 4 – 0               | Debreceni VSC         |
| -------------------------------------------------------------------------- | ------------------- | --------------------- |
| Henty (1–0) 2' • (2–0) 31' Perošević (3–0) 43' Knežević (4–0) 79' Poór 54' | (3 – 0) Jegyzőkönyv | 24' Bényei 42′ Kinyik |

| Pancho Aréna, Felcsút Játékvezető: Erdős József (magyar) Asszisztensek: Szert Balázs és Szécsényi István |

- Puskás Akadémia: Hegedüs L.  — Poór, Spandler, Hegedűs J., Trajkovski — Molnár G., Balogh B., Mevoungou, Knežević (Diallo  80'), Perošević (Prosser  69') — Henty (Szakály P.  85') • Fel nem használt cserék: Tóth B. (kapus), Radó, Bačelić-Grgić, Osváth • Vezetőedző: Pintér Attila
- Debrecen: Košický — Bényei, Kinyik, Szatmári, Mészáros N. — Bódi, Tőzsér , Jovanovics, Varga K. (Filip  80') — Mengolo (Takács  54'), Könyves (Sós  szünetben) • Fel nem használt cserék: Nagy S. (kapus), Tisza, Kuti, Tabakovics • Vezetőedző: Herczeg András

A 2. percben már vezetett a Puskás Akadémia: Molnár első jobb oldali, ballábas beadása rossz, a második már pontos, a túlsó sarok előtt Hegedűs kapura fejel, de véd Košický, a kipattanót azonban Ezekiel Henty ballal két lépésről a kapus alatt a kapu közepébe lövi; (1–0). A 31. percben már kettővel vezettek a hazaiak: Ezekiel Henty lefutja Szatmárit, és jobbal 14-ről higgadtan a kapu közepébe gurít a balra vetődő Košický mellett; (2–0). A 42. percben megfogyatkoznak a vendégek: Kinyik Ákos lerántja a 16-os előtt a kapura törő Peroševićet. A szabadrúgást 23 méterre a vendégek kapujától a sértett végezte el, ballal a kapu bal alsó sarkába tekerte a labdát; (3–0). A 79. percben már négy góllal vezetnek a hazaiak: Molnár passzát Josip Knežević elviszi a vendégek kapusa mellett, és jobbal a bal sarok elől a kapu túlsó sarkába emeli két, nem erre számoló védő mellett; (4–0).

#### Visszavágó
Noha hétvégén a hajdúságiak rossz sorozatukat megszakítva győztek az OTP Bank Ligában a bajnoki címvédő Budapest Honvéd otthonában, míg a felcsútiak a jó szériájukat lezárva kikaptak, a továbbjutás esélyese mégis az első meccsen 4–0-s sikert aratott Puskás Akadémia, amely fennállása során először játszhatna döntőt a Magyar Kupában. A Lokinál több sérült és eltiltott is van, azonban a nehézségek ellenére a csapat mindent elkövet, hogy a lehető legjobb eredményt érje el. A DVSC vezetőedzője, Herczeg András elmondta, hogy sok a hiányzó, de nem feltartott kezekkel lép pályára a csapat:
Az első mérkőzés nem úgy sikerült, ahogy szerettük volna, nagyon csalódottak is vagyunk emiatt. Tudjuk, hogy a Puskás Akadémia a párharc esélyese, hiszen a 4–0 jelentős előny, ennek ellenére nem feltartott kezekkel szeretnénk kimenni a pályára. Sajnos a gondjaink szaporodtak, hiszen Ferenczi János, Bódi Ádám és Könyves Norbert után Bényei Balázs is kidőlt, ugyanis a hétvégi, Honvéd elleni mérkőzésen térdsérülést szenvedett, Kinyik Ákost pedig az első meccsen kiállították, így eltiltás alatt áll. Öt alapember hiányzik majd tehát, és nagy valószínűséggel emiatt több fiatal játékos is lehetőséget kap, de biztos vagyok benne, a csapat mindent megtesz annak érdekében, hogy jó eredményt érjen el.
Aki a pályára fog lépni, mindent meg fog tenni annak érdekében, hogy ledolgozzuk a hátrányunkat. Amíg a bíró le nem fújja a meccset, küzdeni fogunk.
| 2018. május 8., kedd 20:00 (tv: M4 Sport) |

| Debreceni VSC                                            | 2 – 0               | Puskás Akadémia FC |
| -------------------------------------------------------- | ------------------- | ------------------ |
| Tisza (1–0) 38' Takács (2–0) 50' Szatmári 71' Tőzsér 89' | (1 – 0) Jegyzőkönyv | 31' Henty          |

| Nagyerdei stadion, Debrecen Nézőszám: 855 Játékvezető: Iványi Zoltán (magyar) Asszisztensek: Medovarszki János és Csatári Tibor |

- Puskás Akadémia: Hegedüs L. — Poór, Hegedűs J., Spandler — Osváth, Márkvárt, Madarász (Perošević  szünetben), Balogh B., Trajkovski — Henty (Diallo  82'), Radó (Szakály P.  58') • Fel nem használt cserék: Danilovics (kapus), Szécsi, Heris, Bačelić-Grgić • Vezetőedző: Pintér Attila
- Debreceni VSC: Košický — Filip (Bereczki  82'), Mészáros, Szatmári, Barna — Jovanovics, Kusnyír (Sós  64'), Tőzsér , Varga K. — Tisza (Mengolo  72'), Takács • Fel nem használt cserék: Nagy S. (kapus), Szekulics, Újvárosi, Csősz • Vezetőedző: Herczeg András

A döntőbe a Puskás Akadémia csapata jutott, 4–2-es összesítéssel.
Az 5. percben rögtön a vehemensen támadó hazaiak előtt adódott a találkozó első komoly lehetősége: Tisza jobb oldali szöglete után előbb Szatmári, majd Jovanovics is betalálhatott volna, de bosnyák labdarúgó 4 méterről a kapu felé lőtt. Tíz perccel később a hazaiak kapusának akadt védeni valója: a 14. percben egy felcsúti szabadrúgás után Košický hárította a jobb alsóba tartó próbálkozást. Az első húsz percet követően kiegyenlítettebbé vált a játék, komoly helyzet egyik oldalon sem alakult ki. A 35. percben Jovanovics indította kiváló ütemben Takácsot, aki egy az egyben mehetett volna Hegedüsre, Iványi játékvezető azonban les miatt kifelé ítélt szabadrúgást. A 38. percben megszerezte a vezetést a Loki: Varga Kevin szép cselekkel vitte el a labdát Osváth mellett, majd középre adott, ahonnan Tőzsér bombaerős lövése még levágódott, a kipattanót azonban Tisza Tibor a hálóba továbbította; (1–0). A fordulást követő 5. percben megduplázhatta volna előnyét a Debrecen, de Kusnyír 8 méterről a bal kapufa mellé lőtt. Az 50. percben jött az újabb hazai találat: Jovanovics beadását Takács Tamás fejelte a kapuba; (2–0). Állandó nyomás alatt tartották a hazaiak a felcsútiakat, folyamatosan az ő térfelükön zajlottak az események. Az 57. percben egy kicsiben elvégzett szöglet után Tisza lőtt, Hegedüs a léc alól tolta ki a labdát. Csakúgy, mint az újabb pontrúgás után, ekkor ugyanis Varga Kevin próbálta betekerni a játékszert a kapuba, a Puskás Akadémia kapusa viszont ezúttal is szögletre mentett. A 74. percben Takács lőtt 18 méterről, Hegedüs fogta a próbálkozást. Ezt követően a Puskás Akadémia átvette a játék irányítását, gólszerzési lehetőségeivel azonban nem élt, de így is simán jutott a fináléba köszönhetően az első mérkőzésen szerzett tetemes előnyének. Az 1800 lakosú Felcsút együttese amúgy már így is kupatörténelmet írt, hiszen ilyen kis település csapata a Magyar Kupa 1909 óta íródó történetében korábban még sosem jutott be a fináléba.
Gratulálok a Puskás Akadémiának a döntőbe jutásért. Az első mérkőzésen ment el az elődöntő. Mi irányítottuk a játékot, fölényben voltunk, sajnos nem sikerült továbbjutnunk. Nem úgy alakult, ahogy mi szerettük volna. Kusnyír Eriket ki kell emelni, nagyon jó teljesítményt nyújtott a 18 éves játékos.
Maximálisan elégedett vagyok a játékosokkal, hiszen mindent elkövettek, hogy ez a klub a kupadöntőben tudjon szerepelni. Az egyesületnek is köszönöm, hogy ez a klub sikeres tud lenni. A kupadöntőben remélem, olyan eredményt tudunk elérni, amire büszkék lehetünk. Átadtuk a területet a Debrecennek, igazából gólhelyzetük nem volt. Nem éreztük, hogy veszélyben van a 4–0-s előnyünk.
A második találat után benyomtuk a Puskást, ha akkor sikerül újabb gólt szereznünk, akkor bármi lehetett volna. A meccs után mondták is a vendégek, akkor eléggé „paráztak”, hogy bajba kerülhetnek. Nekem is volt egy lövésem, amit Hegedüs kitolt a léc alól, sajnos, több gól már nem eset. Ennek ellenére büszke vagyok a csapatra, a balul sikerült első mérkőzést követően most emelt fővel jöhettünk le a pályáról. A győzelemnek mindig jó üzenete van, egy erős Puskást vertünk meg, ami biztató. Nagy dolognak tartom, hogy a 18 éves Kusnyír Erik remek produkciót nyújtott, de Mészáros Norbi barátom is igazi példaképként teszi a dolgát meccsről meccsre, a maga 38 évével.

### Döntő
| 2018. május 23., szerda 20:00 (tv: M4 Sport) |

| Puskás Akadémia FC                                                  | 2 – 2 (h. u.)       | Újpest FC                                           |
| ------------------------------------------------------------------- | ------------------- | --------------------------------------------------- |
| Knežević (1–0) 38' Perošević (2–2) 66' Márkvárt 60' Hegedüs L. 113' | (1 – 0) Jegyzőkönyv | 55' (1–1) 88' Zsótér 62' (1–2) Bojović 105' Nwobodo |
| Büntetőpárbaj                                                       |                     |                                                     |
| Perošević Bačelić-Grgić U. Diallo Henty Balogh Hegedűs J.           | 4 – 5               | Onovo Litauszki A. Diallo Balázs Zsótér Bojović     |

| Groupama Aréna, Budapest Nézőszám: 11 270 Játékvezető: Andó-Szabó (magyar) Asszisztensek: Buzás, Szécsényi |

| A 2017–2018-as Magyar Kupa győztese |
| ----------------------------------- |
| Újpest FC 10. cím                   |